# 長坂信宅
長坂 信宅（ながさか のぶいえ、天文11年（1542年） - 慶長13年12月10日（1609年1月15日））は、戦国時代の武将。通称は小十郎、ちゃ利九郎、彦五郎。法名は玄心。長坂信政の子。徳川家康の家臣。妻は本多忠勝家臣・石原貞続の娘。子に長坂信吉（長男）、長坂忠尚（次男）、長坂一正（三男）、長坂信次（四男）、長坂信時（五男）らがいる。

## 生涯
天文11年（1542年）、「血鑓九郎」の異名で呼ばれた長坂信政の子供として生まれる。
三河国の戦国大名・徳川家康に仕えて、各地（掛川城の戦い・姉川の戦い・長篠の戦い）を転戦。特に甲州征伐（天正10年（1582年））の際は穴山梅雪を調略して寝返らせ、この功績から大袖と黒馬を賜った。豊臣秀吉による小田原征伐（天正18年（1590年））では本多忠勝の指揮下で参戦し、続く九戸政実の乱で陸奥国へ攻め込んだ際は鉄砲頭を務めた。その後は忠勝の子・本多忠朝に仕えた。
慶長13年（1608年）に伊勢国桑名で死去した。享年67。墓所は桑名の長昌寺。